# Icovellauna
Icovellauna était une déesse celtique vénérée en Gaule, notamment chez les Belges orientaux. Émanation de la déesse-mère celte Herta, elle préside les flux d'eaux turbulentes et sacrées venues des entrailles de la Terre.

## Lieux de culte près des sources sacrées
Son lieu de culte chez les Médiomatriques comprenait un temple circulaire à l'intérieur, octogonal à l'extérieur, situé au lieu-dit Le Sablon à Metz, à l'origine construit sur une source qui remplissait un puits octogonal. Dans ce puits, cinq inscriptions qui lui étaient dédiées ont été retrouvées. Icovellauna qualifiée de "très sainte divinité" sur les ex-voto est souvent associée à la déesse Mogontia, qui est une dénomination spécifique de la déesse-mère, Herta, que l'on retrouve à l'origine de Mayence. 
Un autre sanctuaire chez les Trévires est connu à Trèves, où Icovellauna a été honorée sur une inscription retrouvée dans le temple d'Altbachtal,. 
Ces deux lieux se trouvent dans la vallée de la Moselle à l'Est de la Gaule, dans ce qui est aujourd'hui la Lorraine en France pour Metz et la Rhénanie-Palatinat en Allemagne pour Trèves.
En Bourgogne, Icovellauna était aussi vénérée à la source de Bonnefontaine. Associée à d'autres divinités complémentaires pour la guérison, parfois deux (couple) ou trois (triade protectrice), elle est à l'origine de la plupart des lieux-dits thermaux nommés "Bonne Fontaine".

## Divinité des rivières
Une hypothèse descriptive, faisant une rudimentaire allusion à la physiologie divine, décompose le vocable celtique en deux segments :
- Ico(r) est un préfixe signifiant le sang sorti de la déesse-terre. on peut le rapprocher du mot hérité du grec, Ichor, soit le sang des Dieux.
- wellauna est un mot gaulois signifiant la veine, la veinule. Terme parent de l'indoeuropéen *uel engendrant le verbe allemand wallen (bouillonner, onduler, flotter) et son dérivé Wallfahrt (pèlerinage), il s'applique à la source, au puits de façon plus ou moins verticale, mais aussi par extension horizontale, à la rivière drainant la portion d'eaux sacrées. Il est ainsi souvent appliqué de manière unique au flux canalisé des eaux dans une vallée. On le retrouve Velauna ou Welauna, avec le son initial [w], sous une forme évoluée dans des hydronymes actuels tels que Vologne, Valogne... ou encore Ell, Ill, Illon, Ellé...

L'ensemble signifie, avec une haute distinction religieuse ou sacrée, la veinule sacrée exprimant le sang de la déesse-terre. Il existe pourtant des variantes dans l'expression du premier terme en préfixation : 
- le gaulois suco, au sens de sève, suc divin, peut être préféré par les prêtres du lieu. La source paraît sans doute moins jaillissante, empreint d'une force plus végétale qu'animale.
- le gaulois sacco ou sago qui signifie qu'une force mécanique (d'une autre origine divine) extirpe ou expulse, tire ou trait violemment le liquide des entrailles de la terre. Cela indique, selon une mythopoiétique celte, que l'eau est un lait divin.
- le gaulois ixo ou issor, proche du latin exire, sortir (ancien français isir). Ici une expulsion divine.

Il est ainsi possible de supposer l'origine du vocable gaulois Isalo ou Isla, à l'origine de IJssel ou des rivières Isle ou Ile.
Il est aussi possible de la rapprocher du nom de la rivière divinisé Icauna (en latin Icaunus), à savoir l'Yonne. Celle-ci serait une forme tardive altérée ou simplifiée d'Icovellauna. On remarquera l'étrange proximité phonétique avec Sequana (étymon Sucovellauna) et Sagona (Sagovellauna) , déesse tutélaire de la Seine et de la Saône. La consonne s provient du préfixe *suco, les différences générales sont l'héritage d'une manière de prononcer vernaculaire. Du point de vue du spécialiste, la Seine et l'Yonne, voire la Saône sont parentes.